# Patronatskirchen des Klosters Dobbertin

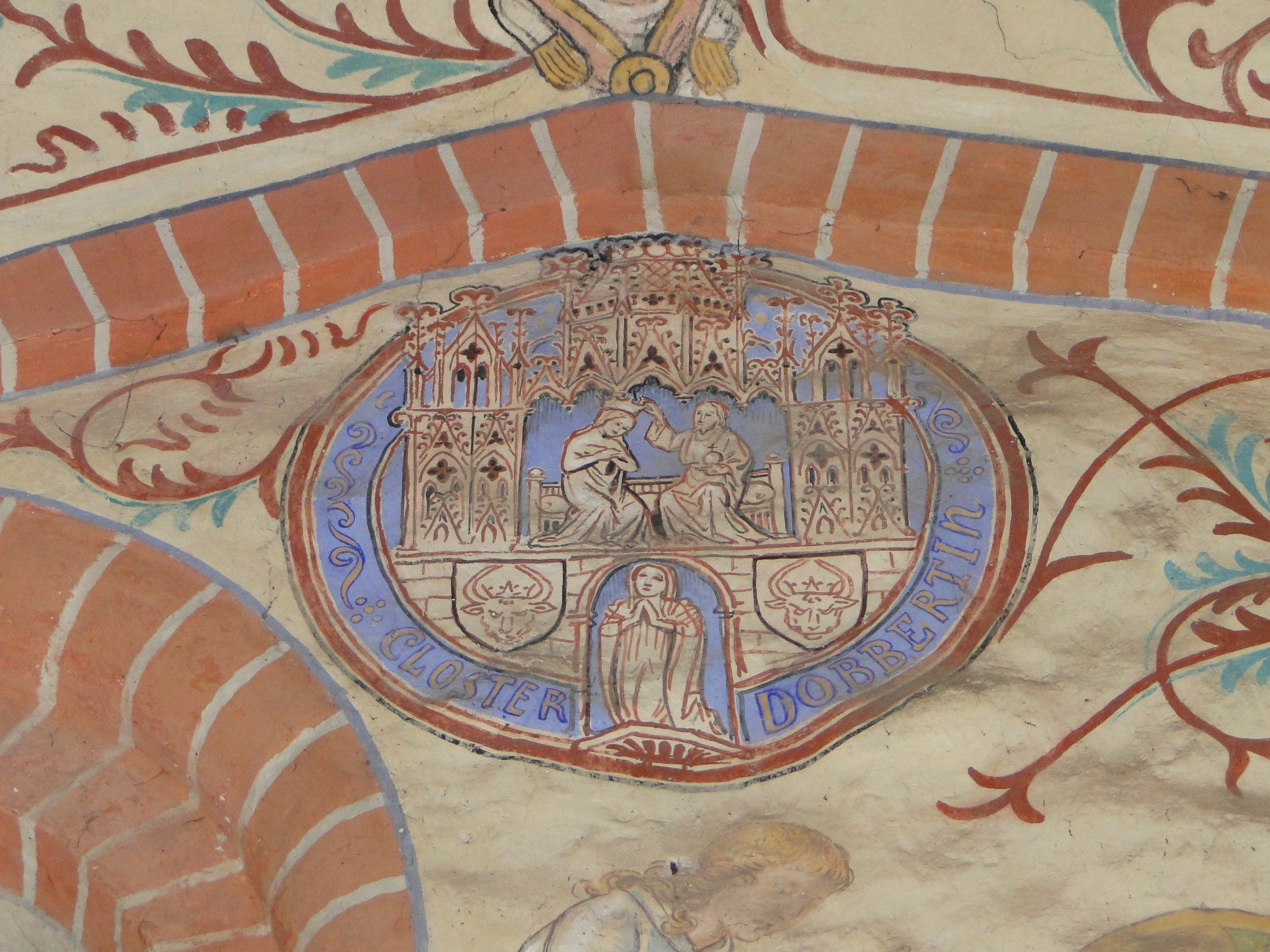
Dobbertiner Konventsiegel in der Patronatskirche zu Lohmen (2011)

## Geschichte
Anfang des 13. Jahrhunderts gab es im Bistum Schwerin mit Dobbertin nur ein Mönchskloster des Benediktinerordens. Nach der Umwandlung in ein Nonnenkloster gleichen Ordens nahm das Kloster Dobbertin nach 1234 eine führende Stellung im Bistum Schwerin ein. Bischof Brunward von Schwerin verlieh dem Benediktiner-Nonnenkloster Dobbertin die freie Wahl des Propstes und der Priorin. In dieser Urkunde teilt der Bischof mit, daß dieser Ort im übrigen ein Archidiakonat sei, daß der Propst wie auch die nachfolgenden Archidiakone die Seelsorge von uns und unseren Nachfolgern abfordern, wobei wir mit Willen und Zustimmung unseres Domkapitels, ihrer Zuständigkeit die Kirchen in Goldberg (Goltz), Lohmen (Lomen), Ruchow, Karcheez (Kerckgetze) und Woserin mit allen ihren Zubehör unterstellen. Während der Reformationszeiten, aber noch vor der Auflösung des Nonnenklosters hatten die Dobbertiner Pröpste 1561 und 1562 dem Herzog Ulrich von Mecklenburg über das Patronatsrecht aller Kirchen und Filialkirchen des Klosters sowie der Hauptkirche zu Goldberg zu berichten.

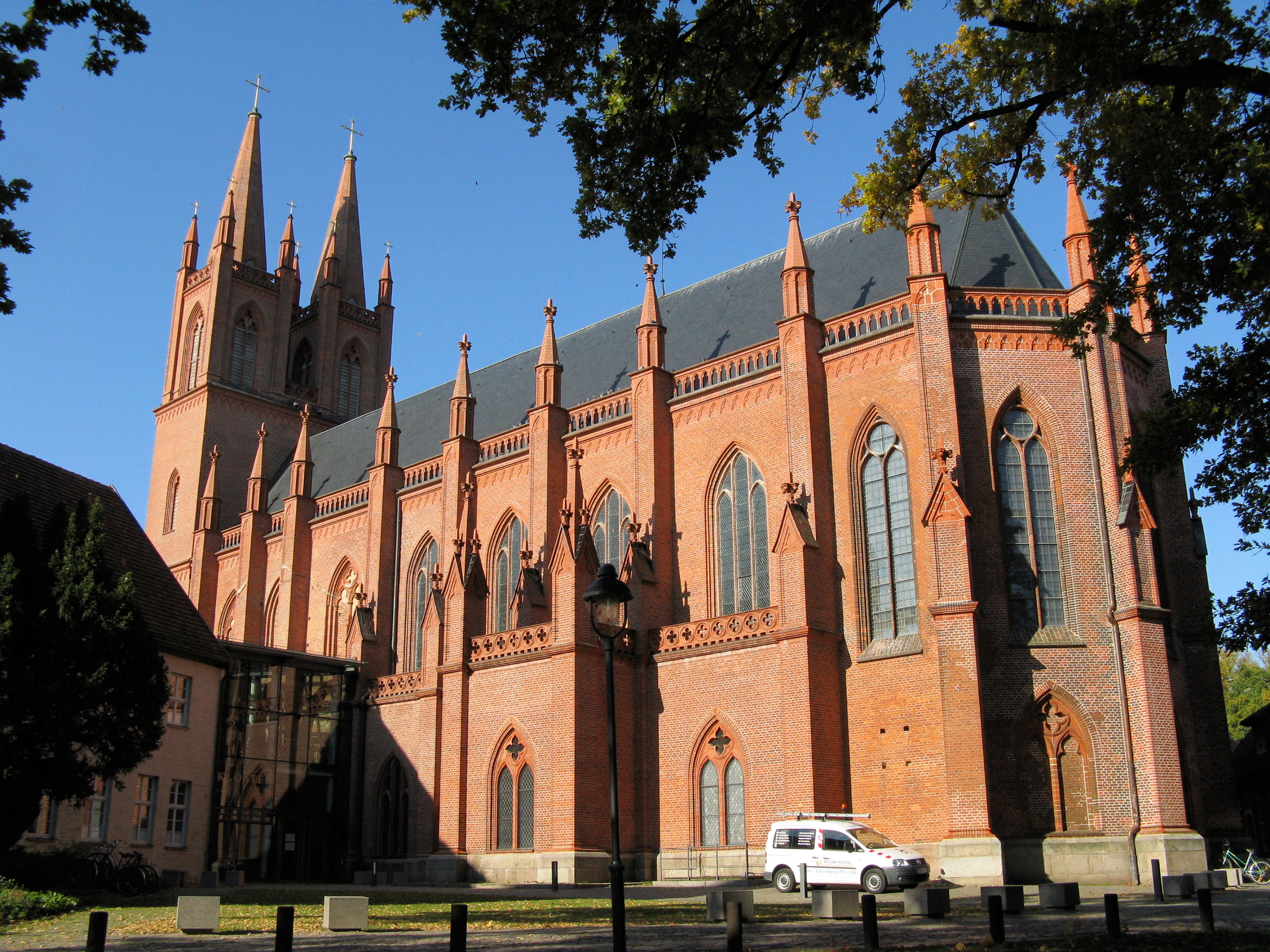
Klosterkirche Dobbertin (2009)

### Patronatskirchen im Kerngebiet
Über die Kirchen im Archidiakonat übte der Klosterpropst  als Archidiakon eine unmittelbare Aufsicht aus, die über das Kirchenpatronat hinausging. Zu diesen Kirchen gehörten neben Dobbertin seit 1231 auch die Kirche in der Stadt Goldberg und seit 1234 im nördlichen Klosterbesitz die Kirchen in Karcheez, Ruchow, Lohmen und Woserin.
 Dobbertin
Seit seiner Gründung als Benediktinerkloster bis zur Auflösung des Klosteramtes Dobbertin 1918 gehörte die Kirche zum Kloster. Danach wurde die Verwaltung des Klostervermögens einschließlich der dazugehörigen Klostergüter und Forsten der Staatsregierung unterstellt.
Seit 1919 ist die Klosterkirche, auch zu DDR-Zeiten und heute noch, ein Kirchengebäude in staatlichem Eigentum des Landes Mecklenburg-Vorpommern.
Goldberg
Am 9. Juli 1231 verlieh Fürst Johann von Mecklenburg dem Mönchskloster zu Dobbertin die Kirche zu Goldberg. Die Kirche zu Goltz (Goldberg) besaßen früher schon die Mönche zu Dobbertin. Streit gab es öfters wegen des Patronats über die Kirche Zidderich, die bis 1557 Filialkirche von Goldberg war und 1786  abgebrochen wurde (s. u.).
Die städtische Pfarre blieb bis 1649 dem Kloster Dobbertin zugeordnet.
 Karcheez
Die Kirche zu Kirch-Geez (Karcheez) wurde am 27. Oktober 1234 durch den Schweriner Bischof Brunward dem Archidiakonat des Klosters Dobbertin zugewiesen.
 Ruchow
Die Kirche zu Ruchow wurde am 27. Oktober 1234 durch den Schweriner Bischof Brunward dem Archidiakonat des Klosters Dobbertin zugewiesen. Die ständigen Streitereien zwischen dem Konvent des Klosters und den von Brüsehaver und von Parkentin um das Kirchenpatronat wurden erst 1601 beigelegt. Das Patronat ging erst 1616 an die von Parkentin über.
 Lohmen
Seit der Verleihung des Archidiakonats durch den Schweriner Bischof Brunward am 27. Oktober 1234 an das Kloster Dobbertin gehörte neben dem Kirchenpatronat zu Lohmen auch das Dorf dem Kloster bis zu dessen Auflösung 1919.
Woserin
Die Kirche Woserin gehörte seit der Verleihung des Archidiakonats durch den Schweriner Bischof Brunward am 27. Oktober 1234 zum Kloster Dobbertin. Ab 1237 kamen noch Hufen-Besitz mit dem Kirchgut und der Gerechtigkeit am Woseriner See hinzu.

### Stiftssprengel
Das Kloster besaß auch im Sprengel des Stifts Schwerin Patronatsrechte. Nach dem Verzeichnis Pfarlehen und Kirchenn in den Schwerinischen Stifftssprengel gehörig waren Groß Upahl (Upal), Zidderich (Ziddarg), Woosten (Wutzen), Borkow und Dabel zeitweilig Patronatskirchen des Klosters.
Groß Upahl
Upahl (Opal) gehörte 1237 mit zwanzig Hufen zum Kloster Dobbertin. Die Kirche wurde erst 1357 und 1367 urkundlich erwähnt und gehörte, wie die Mutterkirche zu Karcheez, zum Dobbertiner Kloster-Archidiakonat und der Schweriner Diözese.
Zidderich
Seit dem 28. Januar 1263 hatte das Kloster Dobbertin zwei Hufen Besitz in Zidderich (Czidderke) und das Patronatsrecht die Jungfrauen zu Dobbertin. Der Kirchenbau war 1307 beendet. 1522 präsentieren Priorin Anna Detzin (Dessin) und Unterpriorin Anna Metkow dem Schweriner Domherren Ulrich Malchow als Nachfolger für Caspar Berchman, der die Dorfkirche zu Zidderich freiwillig aufgegeben hatte, den Schweriner Kleriker Nicolaus Vischer. 1649 gab es Verhandlungen zum Tausch des Kirchenlehns zwischen Goldberg und Kuppentin und Transport von Dachziegeln für die neu errichtet Goldberger Kirche.
Da sich bei den Herren von Passow in Zidderich kein Pastor halten konnte, wurde ab 1748 kein Gottesdienst mehr gehalten. Die von Passow ließen Kirche und Pfarrhaus bis 1786 abbrechen, das Holz zum Straßenbau verwenden und nutzten den Pfarracker selber. Das Inventar zur Kirche wurde nach Techentin verbracht.
Woosten
Im Verzeichnis der Pfarrlehn und Kirchen des Schweriner Stiftssprengels wurde Woosten (Wutzen) schon 1234 zum Archidiakonat des Dobbertiner Klosterpropst Oldaricus (Ulrich) gehörig erwähnt. 1296 gehörte Woosten zu den Besitzungen des pommerschen Zisterzienserklosters Neuenkamp. 1450 kam das Archidiakonat wieder zum Kloster Dobbertin.
Borkow
Am 5. Oktober 1583 überwies Herzog Ulrich, als das Kloster Sonnenkamp in Neukloster nach der Reformation schon aufgelöst war, die Kapelle zu Borkow dem Kloster Dobbertin als Besitz.
Dabel
Johann, Fürst von Mecklenburg, verlieh 1262 dem Kloster Dobbertin Sechs Hufen am Dorffe Dabele. Sie wurden 1263 bestätigt, als Papst Urban IV. den Güterbesitz des Klosters Dobbertin unter seinen Schutz nahm. Durch Herzog Ulrich erhielt das Kloster Dobbertin am 5. Oktober 1583 auch das Patronat der Kirche zu Dabel. Doch durch Tauschgeschäfte schied Dabel 1624 aus dem Klosteramt Dobbertin aus.
 Gägelow 
Bischof Hermann von Schwerin überweist am 1. Januar 1270 die Kirche von Gägelow dem Archidiakonat des Kollegiatstiftes zu Bützow. Bis 1624 hatte die Familie von Kramon das Kirchenpatronat inne. Danach ging es an das Kloster Dobbertin über und wurde ab 1775 Landesherrlicher Besitz.

### Kirchenlehn
Das Klosteramt Dobbertin besaß noch das sogenannte Kirchlehn in Kirch-Kogel, Mestlin, Ruest und Demen.
Kirch-Kogel
1435 kauft das Kloster Dobbertin Kerchkowalck, Wendisch-Kowalk und Klein-Kowalk.
Herzog Heinrich IV. verlieh am 18. Oktober 1440 dem Propst Mathias von Weltzien vom Kloster Dobbertin das Patronat der Kirche zu Kogel. Am 23. Juli 1452 gab Herzog Heinrich dem Dobbertiner Propst Nicolaus Behringer und dem Klosterkonvent die Lehnware der Kirche zu Kerk Kowalk „sowie seinen seeligen Voreitern Mathias von Weltzien gegeben haben“.
1878 kaufte das Klosteramt Dobbertin das Dorf mit dem Kirchenpatronat abermals zurück.
Mestlin
Mestlin ging am 8. Januar 1448 von den von Gustävel an das Kloster Dobbertin über. Das Kirchlehn erhielten 1450 der Dobbertiner Klosterpropst Nicolaus Beringher und die Priorin Ermegard Oldenborch (von Oldenburg) mit dem Konvent. Das Kirchenpatronat blieb beim Kloster bis zur Auflösung des Klosteramtes 1919.
Ruest
Die Kirche von Ruest war Filial-Kirche zu Mestlin. Erste Besitzungen verkauften die von Gustävel 1447 und 1448 an den Dobbertiner Klosterpropst Nicolaus Beringher und die Priorin Ermegard Oldenborch vom Konvent. Das Kirchenpatronat ging nach 1557 an das Kloster und blieb bis zur Auflösung des Klosteramtes 1919.
Demen
Am 16. Mai 1265 verlieh Fürst Heinrich der Pilger von Mecklenburg dem Kloster Dobbertin das Dorf Demen mit dem Kirchlehn und allen Hufen. Demen blieb bis zum 29. Januar 1645 in Klosterbesitz.

### Patronatskirchen in der Sandpropstei
In den Besitzungen der vorderen Sandpropstei bei Röbel und der hinteren Sandpropstei südlich der Müritz hatte das Klosteramt Dobbertin noch das Patronat über die Kirchen in Lärz, Schwarz, Diemitz und Sietow. Der dortige Klosterverwalter wurde daher Sandpropst, auch Sandvogt genannt und hatte schon 1389 seinen Wohnsitz auffm Closterhofe  in der Predigerstraße nahe dem Mönchteich zu Röbel.
Lärz
Seit dem 23. November 1237, als Fürst Nicolaus von Rostock die Grenzen des Klostergebietes beurkundet, gehörte das Bauerndorf Lärz mit vierzig Hufen zum Kloster Dobbertin. Am 18. Januar 1257 verlieh der Havelberger Bischof Heinrich I. von Kerkow dem Dobbertiner Propst Volrad und dem Konvent den Zehnten zu Lärz. Die Patronatsrechte schenkte der Markgraf Albrecht von Brandenburg am 21. Januar 1282 dem Kloster Dobbertin.
Schwarz (Mecklenburg)
Auch im Kirchdorf Schwarz verlieh 1257 der Havelberger Bischof Heinrich dem Dobbertiner Kloster vierzig Hufen. 1282 schenkte Markgraf Albrecht von Brandenburg zum Zeichen der angenommenen Oberlehnsherrlichkeit dem Kloster Dobbertin das Patronat der Kirche zu Schwarz.
Diemitz (Mirow)
Wie in Schwarz verlieh 1257 der Havelberger Bischof Heinrich auch in Diemitz den Zehnten an den Konvent des Klosters Dobbertin. Am 21. Januar 1282 verkaufte der Ritter Wolter von Malchow dem Kloster das ganze Dorf Diemitz mit Diensten und der Gerichtsbarkeit.
Sietow
Der Klosterpropst Dietrich Vrye (Frei) kaufte am 24. Februar 1342 vom Ritter Johannes von Gerden Grundbesitz in Sietow und die Schamper Mühle. Am 12. März 1344 machten die fürstlichen Brüder Nikolaus und Bernhard von Werle aus dem Lehn ein freies Eigentum und schenkten dem Dobbertiner Klosterkonvent das Patronat der Kirche zu Sietow. Bis zur Auflösung des Klosteramtes 1919 blieb Sietow beim Kloster Dobbertin.

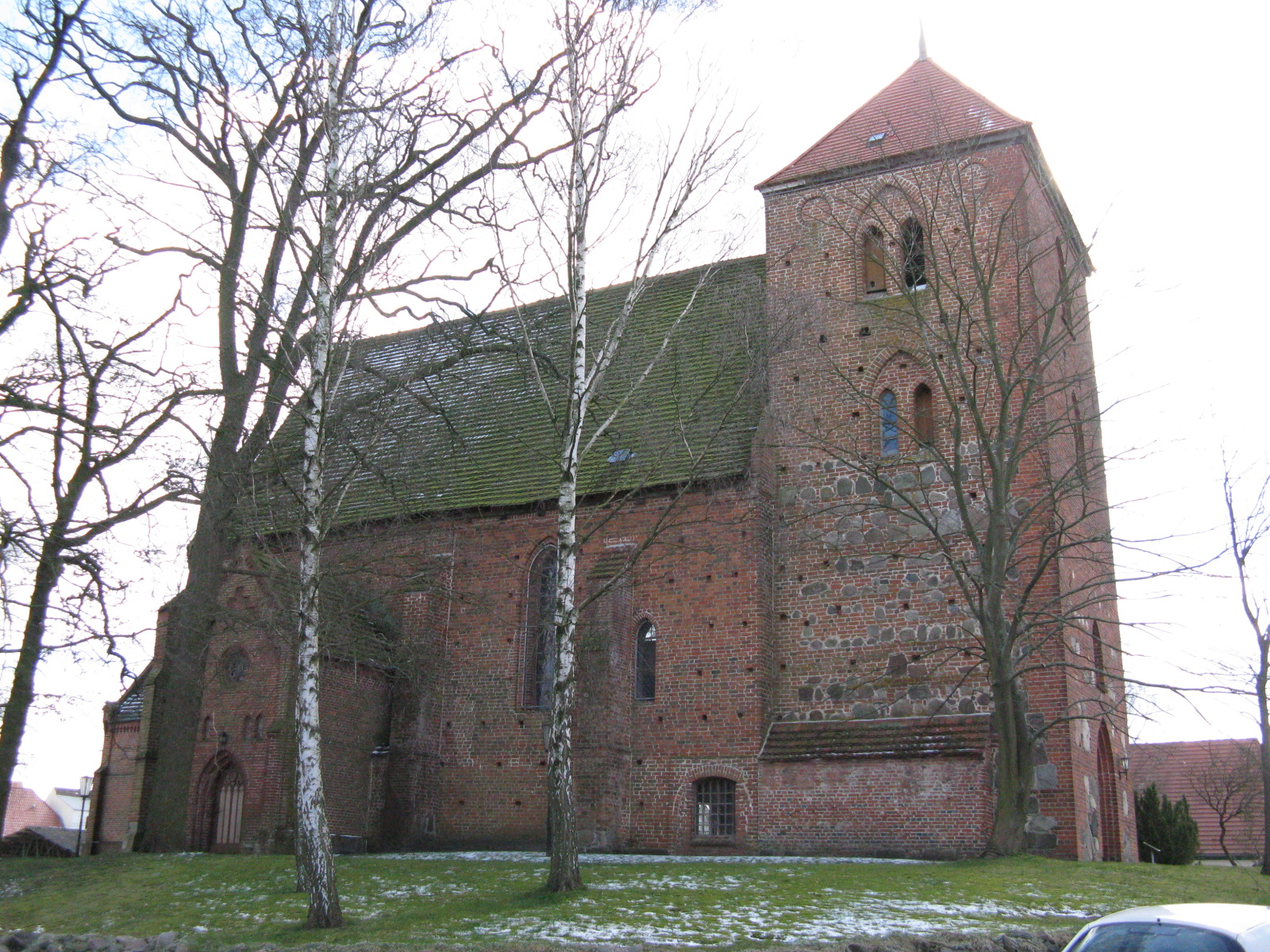
Stadtkirche Goldberg (2008)
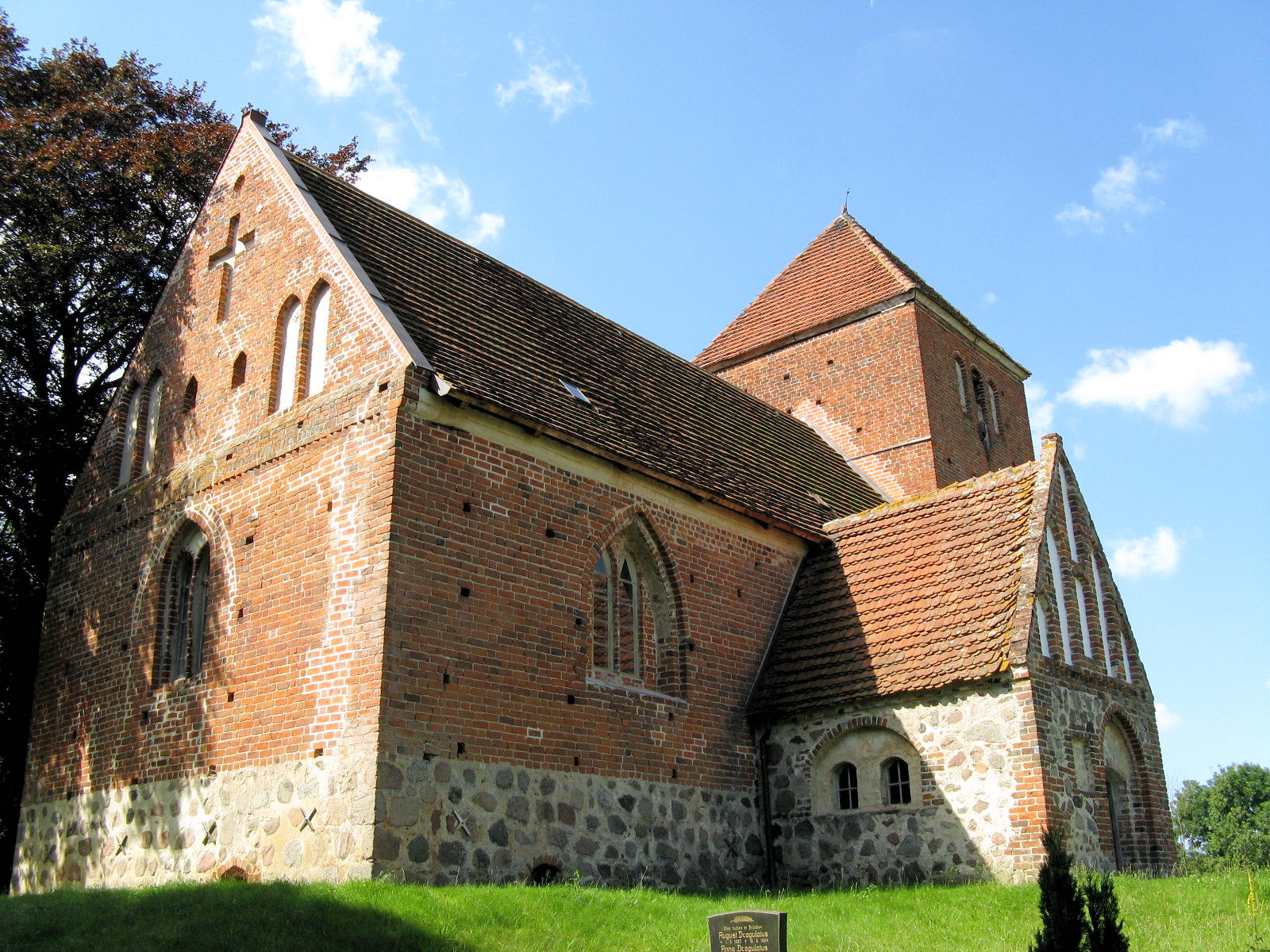
Dorfkirche Karcheez (2009)
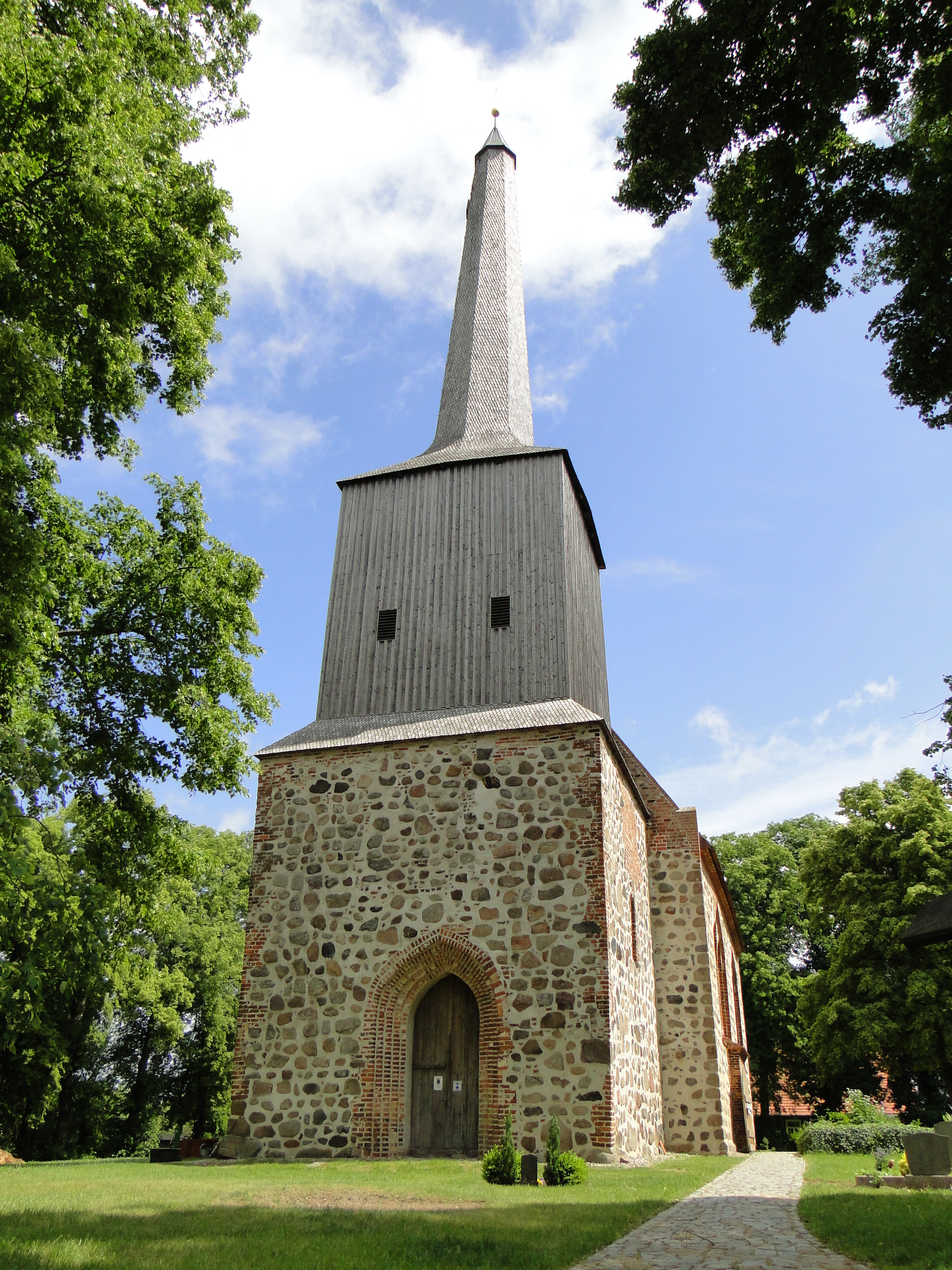
Dorfkirche Ruchow (2011)
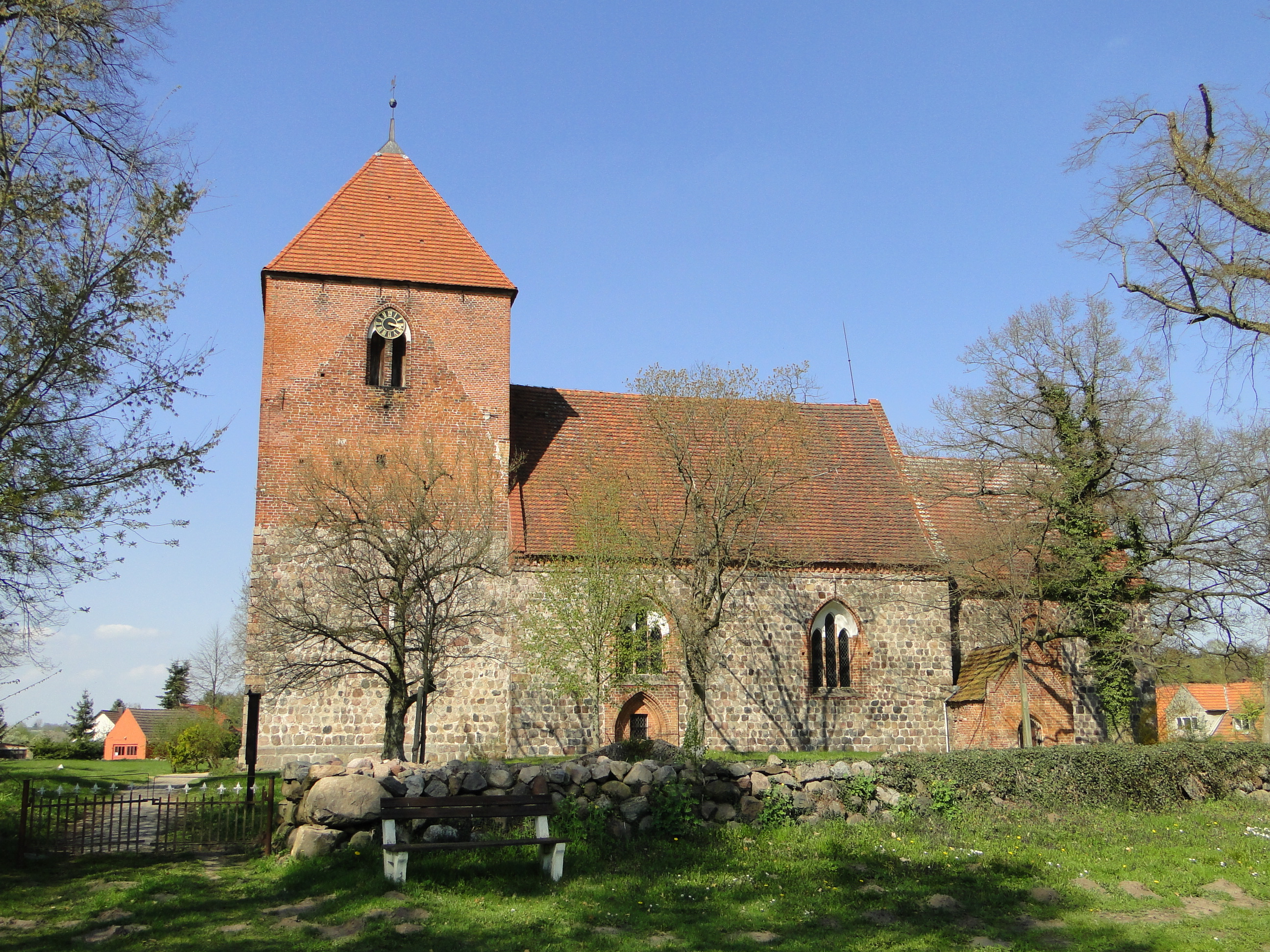
Dorfkirche Lohmen (2015)
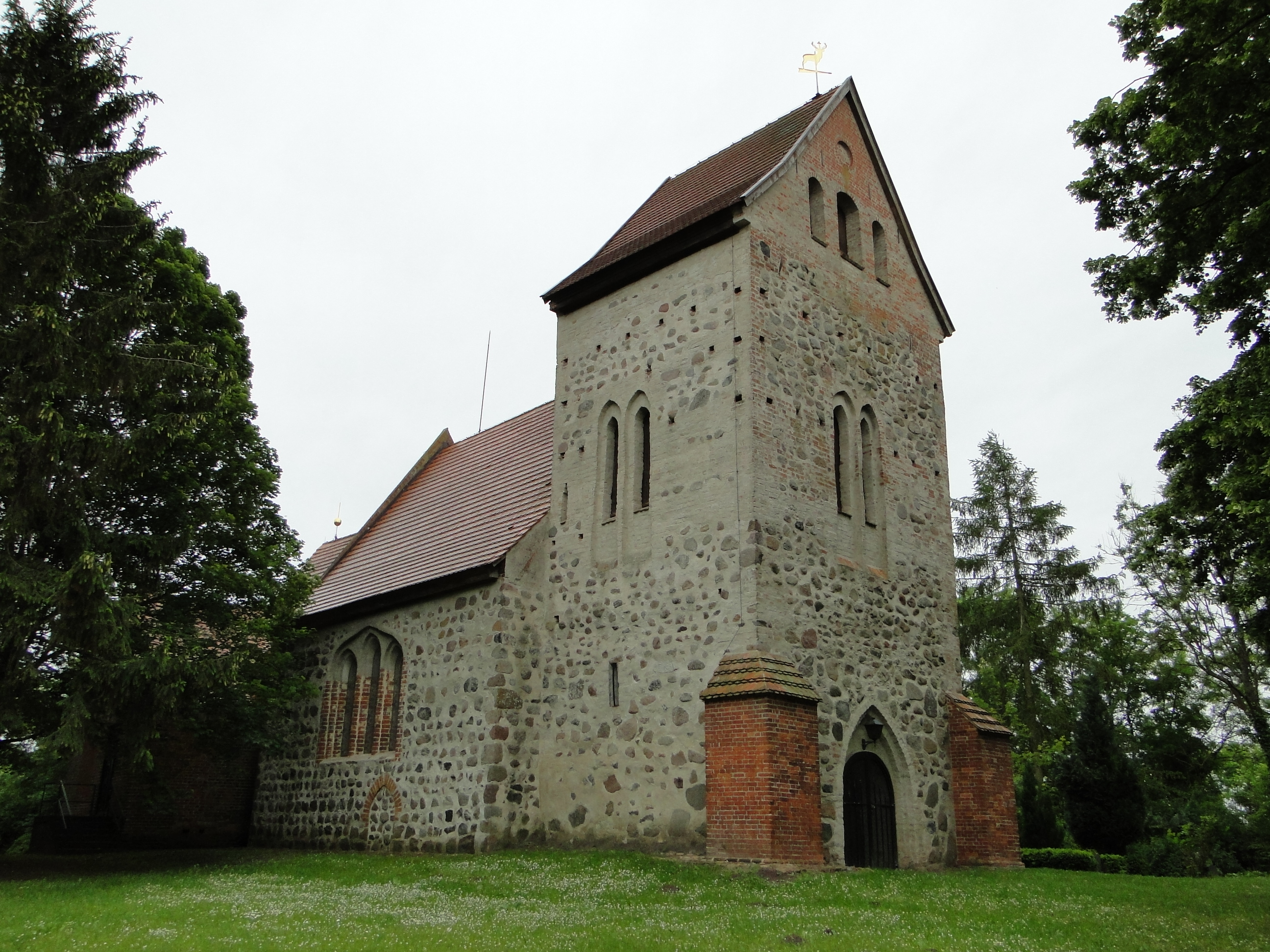
Dorfkirche Woserin (2011)
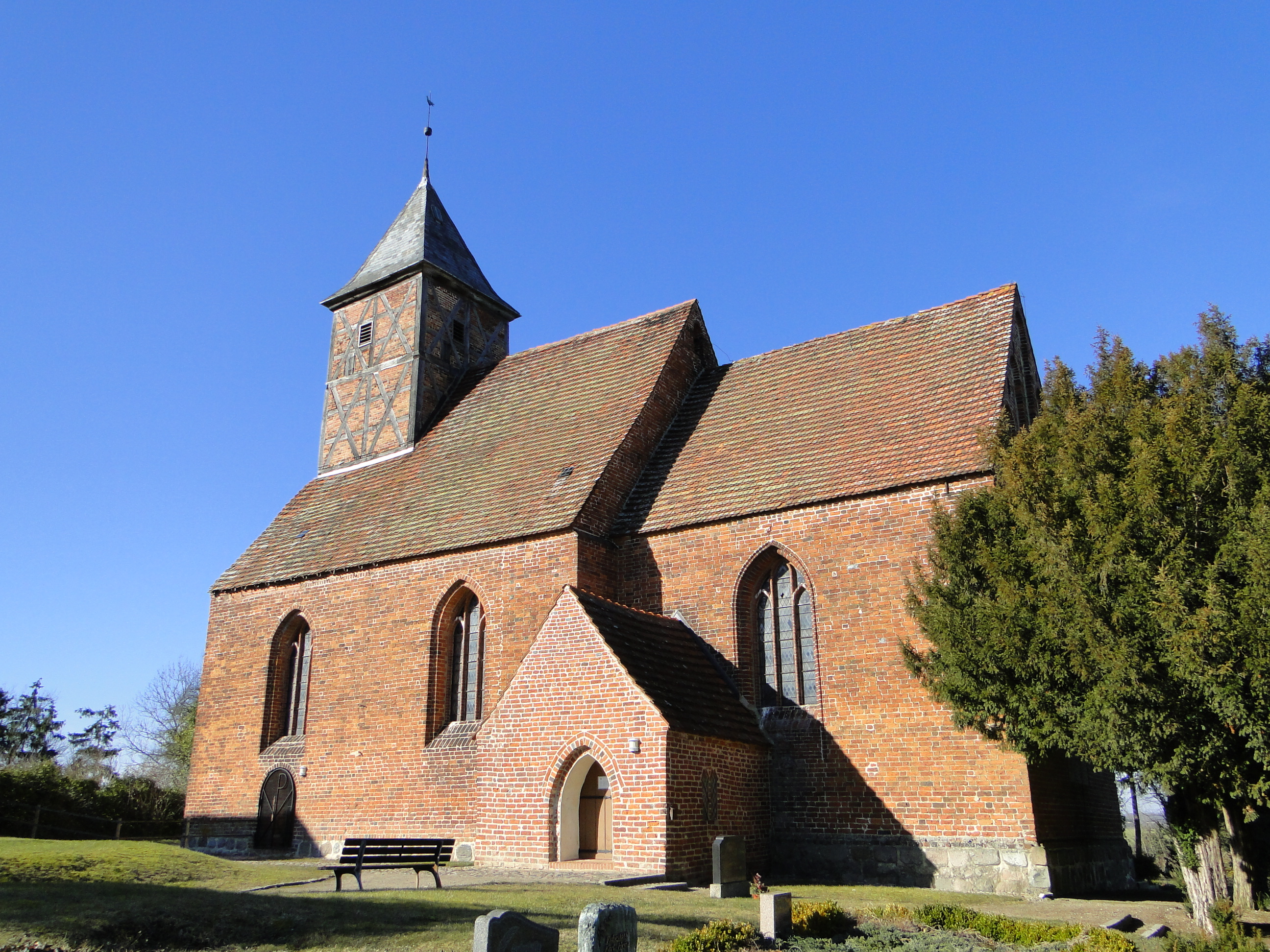
Dorfkirche Woosten (2013)
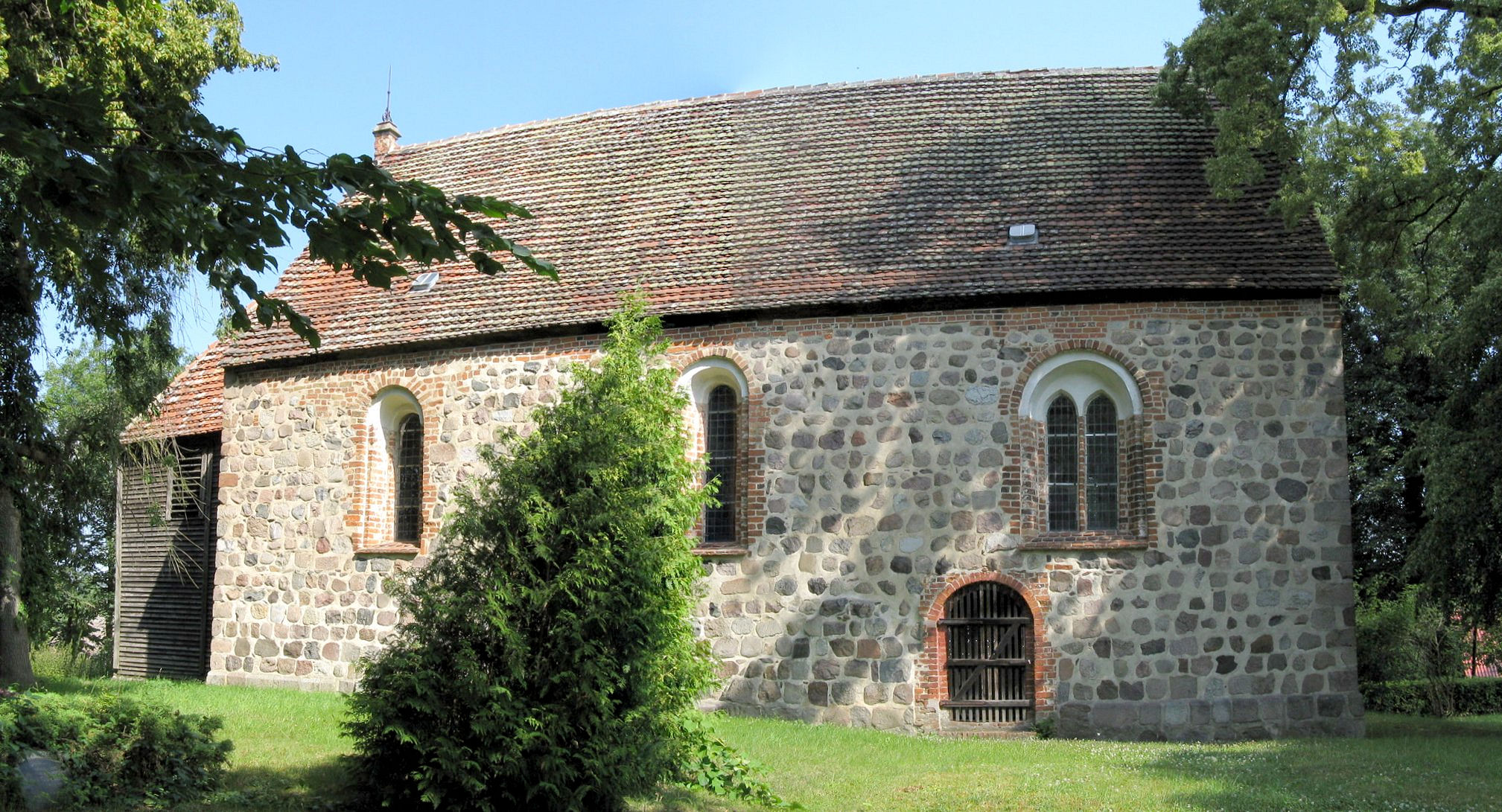
Dorfkirche Groß Upahl (2009)
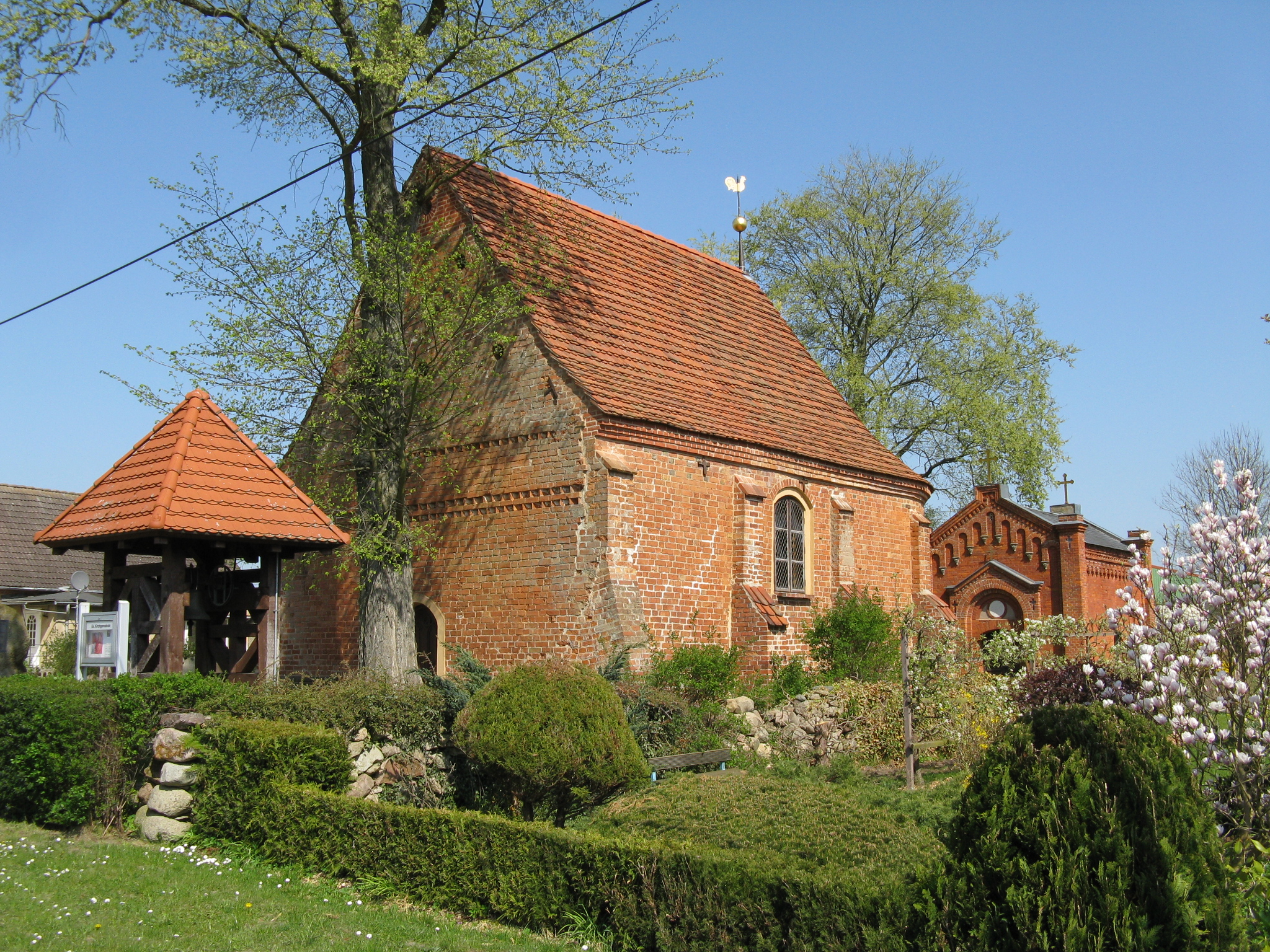
Kapelle Borkow mit Glockenstuhl (2009)
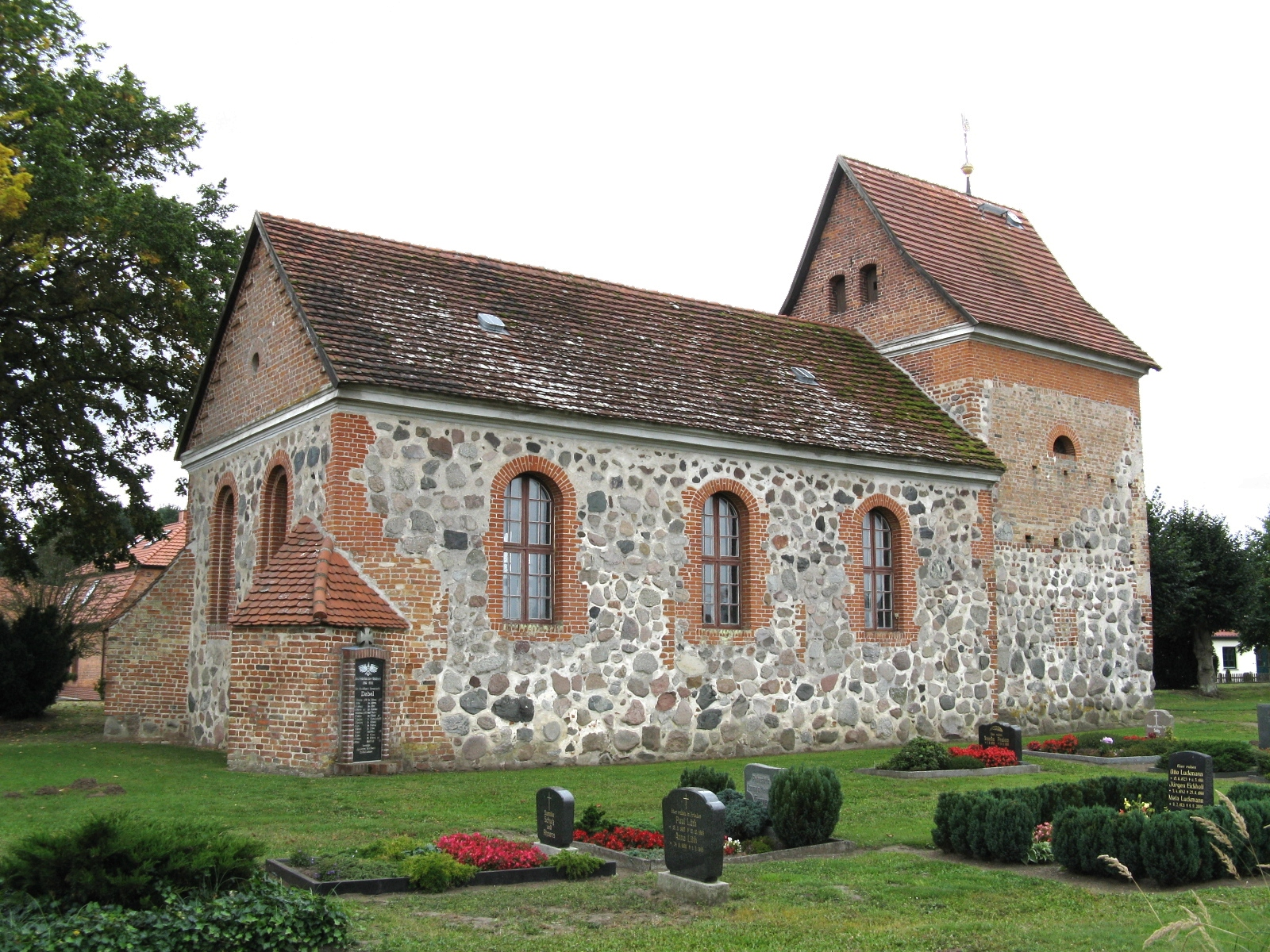
Dorfkirche Dabel (2008)
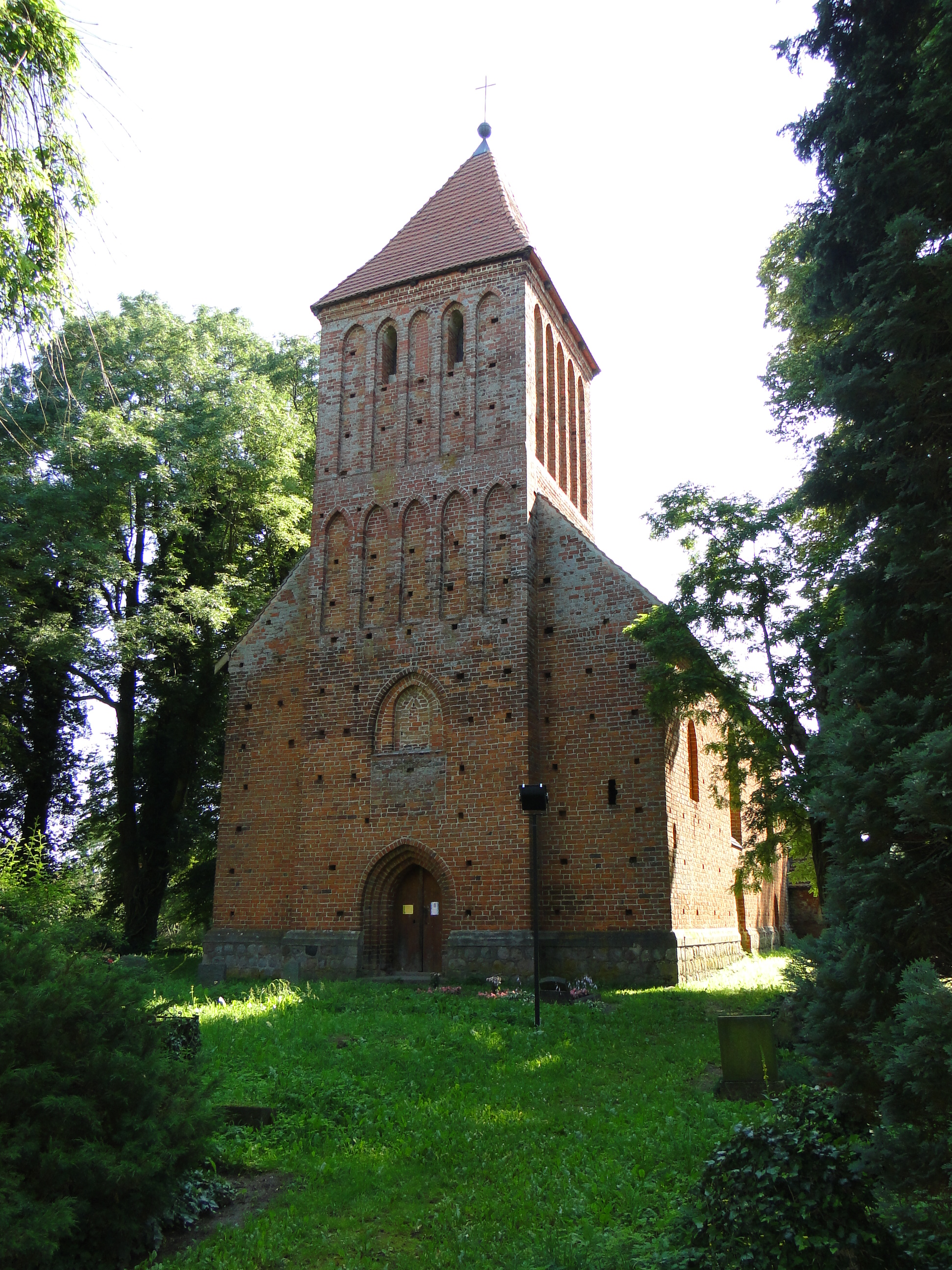
Dorfkirche Kirch Kogel (2011)
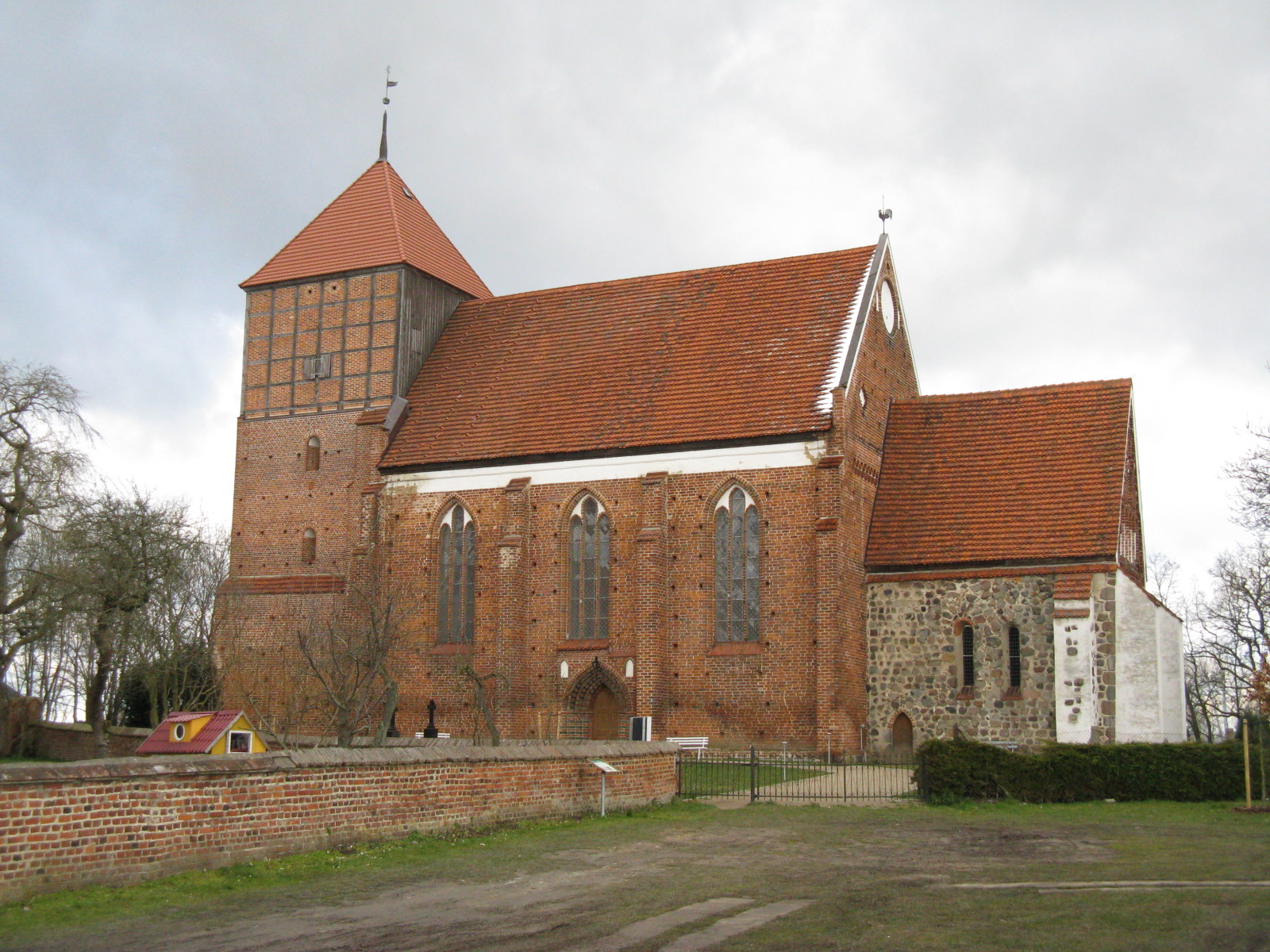
Dorfkirche Mestlin (2008)
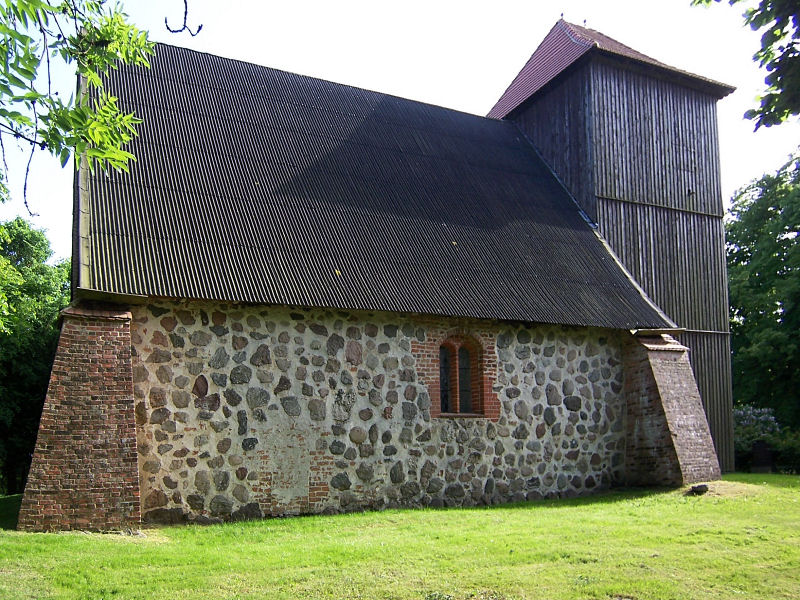
Dorfkirche Ruest (2008)
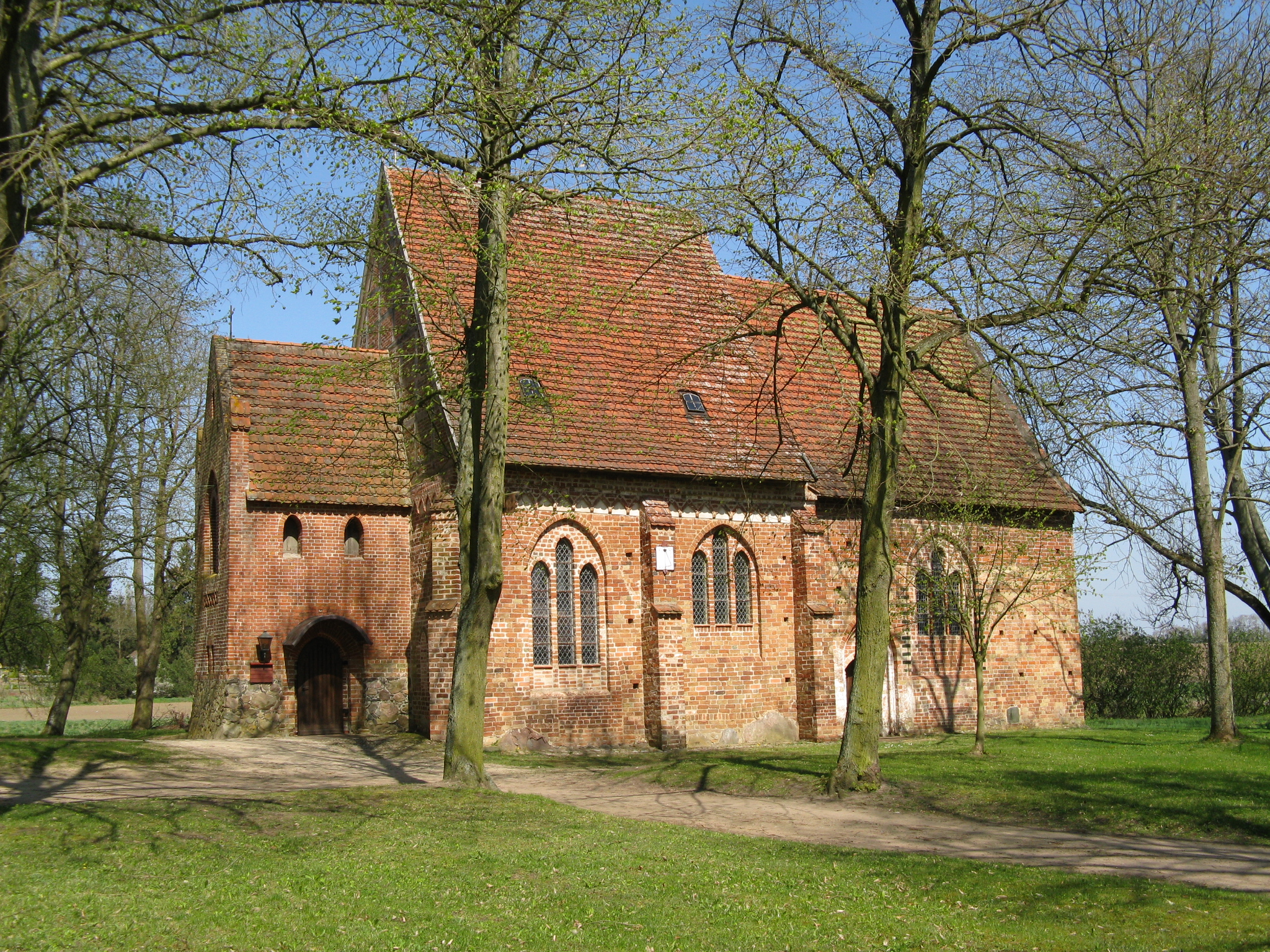
Dorfkirche Demen (2009)
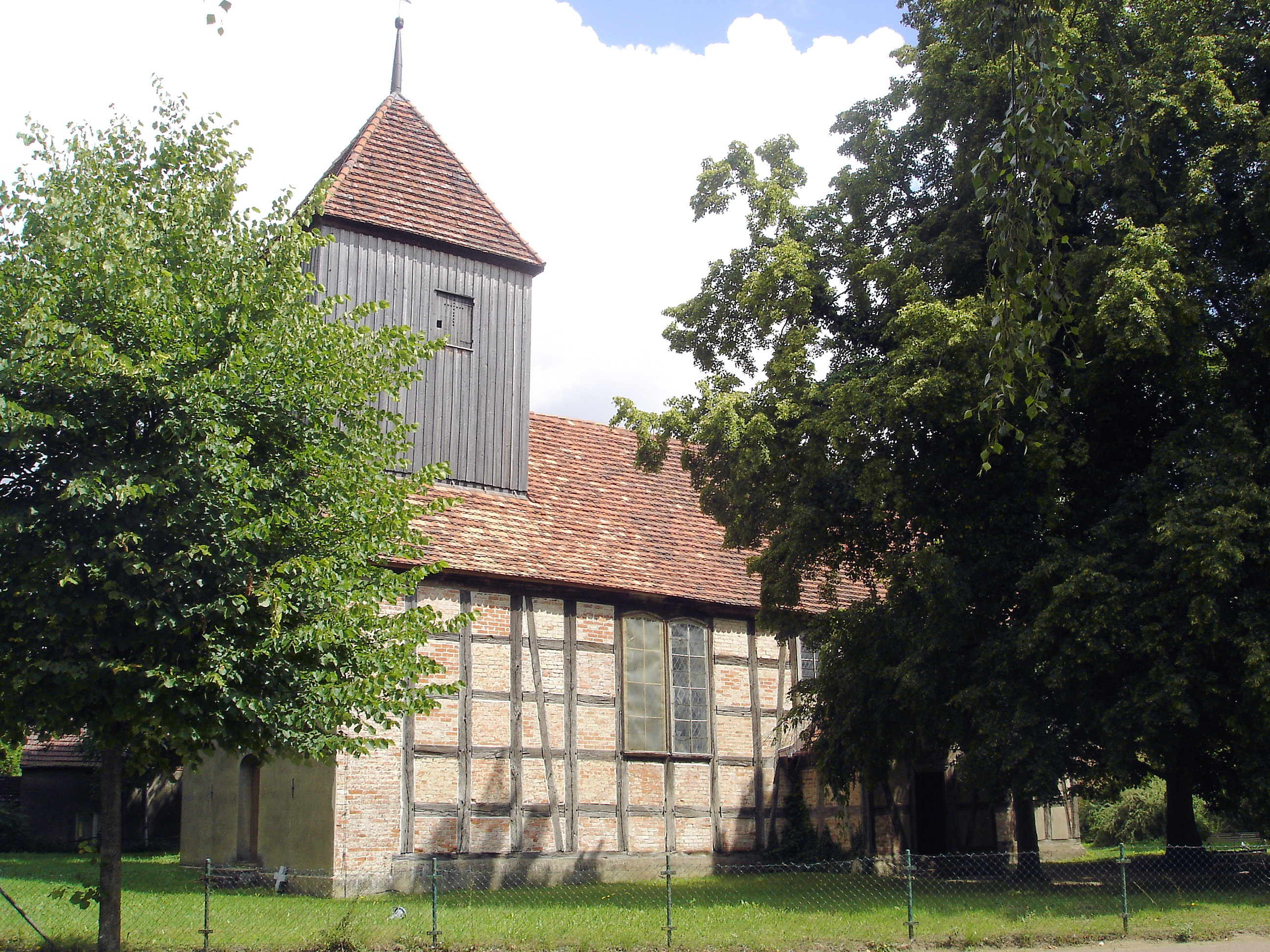
Dorfkirche Lärz (2009)
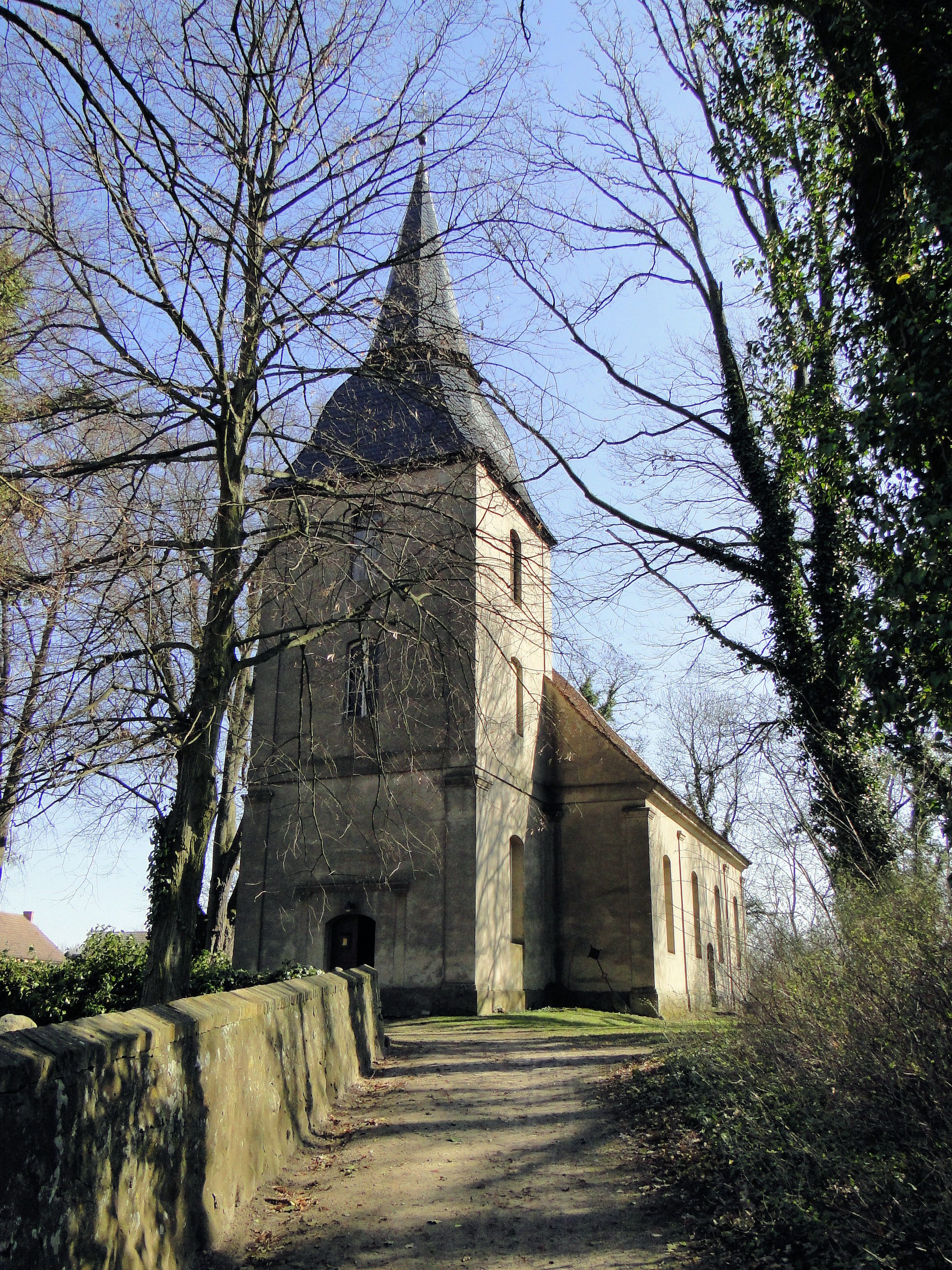
Dorfkirche Schwarz (2010)
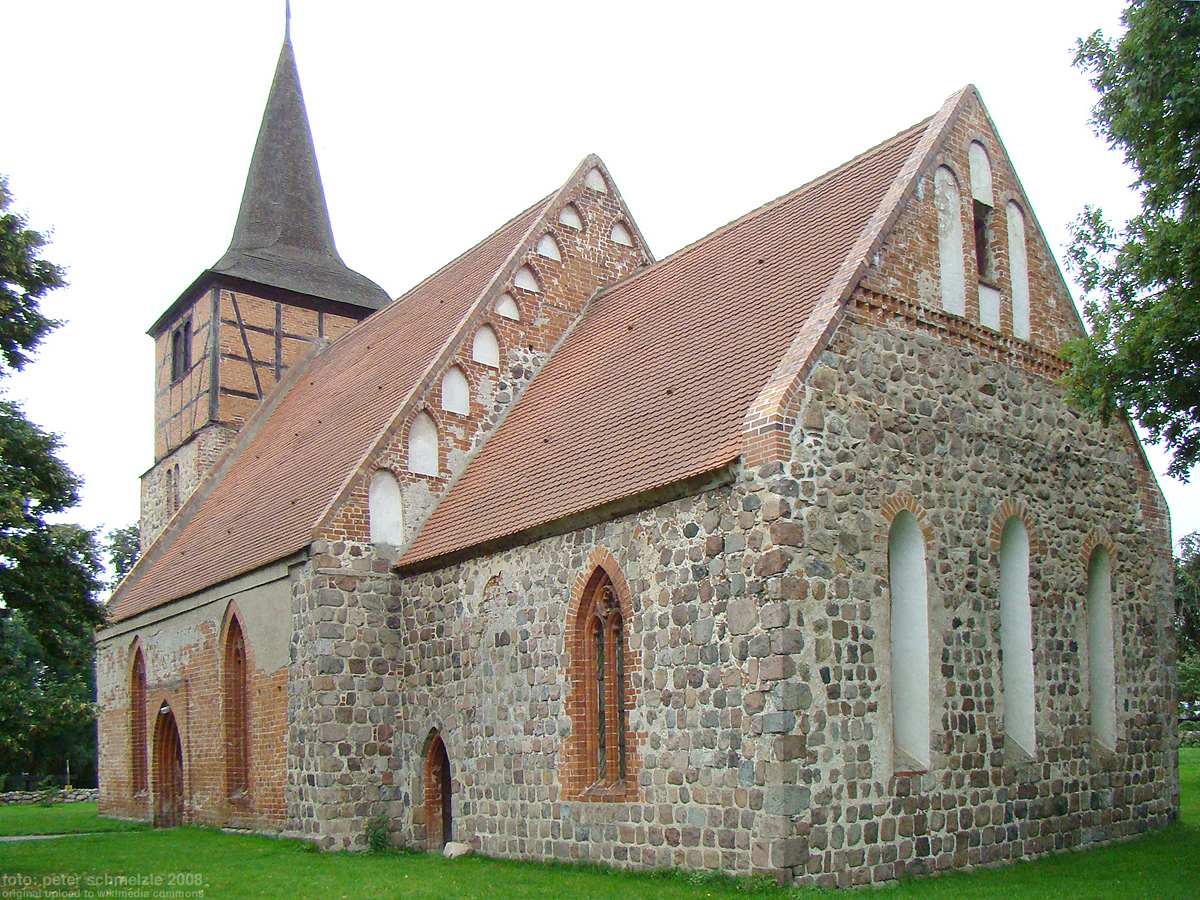
Dorfkirche Sietow (2008)

### Historische Quellen
- Mecklenburgisches Urkundenbuch (MUB)
- Mecklenburgische Jahrbücher (MJB)

### Ungedruckte Quellen
Landeshauptarchiv Schwerin
- LHAS 1.5-4/3 Urkunden Kloster Dobbertin.
- LHAS 2.12-3/2 Klöster und Ritterorden, Dobbertin.
- LHAS 2.12-3/5 Kirchenvisitationen.
- LHAS 3.2-3/ Landeskloster/Klosteramt Dobbertin.

## Karten
- Bertram Christian von Hoinckhusen: Mecklenburg Atlas mit Beschreibung der Aemter. um 1700, Blatt 61, Beschreibung des Klosters Amt Dobbertin.
- Direktorial-Vermessungskarte Von dem Hochadelichen Dobbertinschen Klosteramts. 1759.
- Historischer Atlas von Mecklenburg, Wiebekingsche Karte von 1786.
- Die Topographisch oekonomisch und militaerische Karte des Herzogtums Mecklenburg-Schwerin und des Fürstentums Ratzeburg des Grafen Schmettau 1788.